# پاکوه (پاسارگاد)
پاکوه (پاسارگاد)، روستایی از توابع بخش هخامنش شهرستان پاسارگاد در استان فارس ایران است.

## جمعیت
این روستا در دهستان مادرسلیمان قرار دارد و براساس سرشماری مرکز آمار ایران در سال ۱۳۸۵، جمعیت آن زیر سه خانوار بوده‌است.